# Toxoptera aurantii
Toxoptera aurantii är en insektsart. Toxoptera aurantii ingår i släktet Toxoptera och familjen långrörsbladlöss.

## Underarter
Arten delas in i följande underarter:
- T. a. aurantii
- T. a. soyogo